# 亀山英輝
亀山 英輝（かめやま ひでき、1997年10月2日 - ）は、北海道小樽市出身の元プロ野球選手（投手）。現在は社会人野球選手としてプレーを継続している。

## 経歴
小樽市立銭函小学校3年生の時に銭函ボーイズで野球を始め、小樽市立銭函中学校時代は軟式野球部に所属。北海道小樽水産高等学校の情報通信科に進学後から硬式野球を始めたが、1年生の夏の大会からベンチ入りを果たす。高校時代は投手だけでなく、内野手、外野手としてもプレーした。3年時は支部予選を勝ち抜けず敗退。
高校在学中に電気系やIT系の資格を取得して就職に備えていたが、野球を続けたいという思いが強くなり、札幌大学法学部に進学して札幌学生野球連盟1部所属の野球部に入部。3年時の春季リーグから投手として出場するようになり、4年生になるとチームの副主将・ピッチャーリーダーを担った。主にクローザーとして起用されていたが、初先発を任された4年生春の対星槎道都大学1回戦では1失点完投勝利を挙げた。大学卒業後は公務員として働きながら地元のクラブチーム・小樽野球協会で野球を続けるつもりでいたが、4年生の時に受けた公務員試験で不合格となる。野球選手としてより高いレベルでのプレー継続を目指し、独立リーグ球団への挑戦を決意する。
2019年11月18日、四国アイランドリーグplus・徳島インディゴソックスに特別合格したことが発表され、12月27日に入団合意。背番号は17。
徳島でもクローザーとして起用される。2020年6月21日、開幕2戦目の対香川オリーブガイナーズ戦（レクザムボールパーク丸亀）でIL公式戦初登板。以降、投球回を越える奪三振を記録する快投でチームの守護神に定着。6・7月度は9試合に登板して防御率0.00、2勝0敗4セーブ、奪三振率12.54を記録し、読売新聞月間MVPを受賞した。9月7日の対福岡ソフトバンクホークス三軍戦（JAバンク徳島スタジアム）で大本将吾に適時打を浴びるまで、開幕22試合連続無失点であった。9月15日の対愛媛マンダリンパイレーツ戦（西条市東予運動公園野球場）のダブルヘッダー1試合目でIL公式戦初先発登板、6回5安打無失点で抑える好投で勝利投手となった。しかし、先発3試合目で調子を崩し、再び救援に配置転換された。更に、10月になると疲労とフォームの崩れなどから調子を落としはじめ、救援失敗するシチュエーションが目立ち始める。10月12日の対香川戦のダブルヘッダー2試合目では2点リードの最終回を任されるも、2つの押し出し四球などで2/3回を自己ワーストの5失点と炎上し、逆転負けでシーズン5敗目を喫した。リーグ優勝のかかった10月23日の試合で無失点の登板を披露するなど、徳島のリーグ優勝に貢献したが、26日のシーズン最終戦ではサヨナラ本塁打を打たれ、調子を上げきれずにシーズンを終えてしまう。チーム最多の42試合に登板。9月にはNPB3球団、10月には2球団から調査書が届いたものの、この年のドラフト指名からは漏れた。ドラフト後、自身のTwitterにて、NPBを目指すのは来年までにすることを宣言し、来季の更なる活躍を誓った。
2021年の合同自主トレ時にも改めてNPB挑戦を本年限りにする旨を述べた。この年は救援投手として起用され続けたのち、8月からは先発投手に挑戦し、投球の幅を広げた。しかしながらフォーム改造がうまくいかず、なかなか思うように結果を残せなかったシーズンだったと自身で語っており、この年もドラフト指名からは漏れ、NPB入りの夢を断念。肩や肘、腰を痛めていたことから諦めがついたという。10月15日、自由契約により徳島を退団することが発表された。
2022年は地元・小樽市に戻り、かつて参加予定だった同市のクラブチーム・小樽野球協会に参加。同チームからは徳島所属時代からも3年連続でオファーをされていた。チームの紹介で地元の企業に就職する。同チームではクラブ選手権の優勝、都市対抗出場を目指す。同年7月のクラブ選手権の北海道地区予選では先発投手として活躍を見せ、TRANSYSとの決勝戦で投げ負けて北海道代表を逃したものの、敢闘賞を獲得した。

## 選手としての特徴・人物
体全体を使い、腕を強く振り切るフォームで、四国IL・徳島に在籍時の最高球速は151km/h。ただし、徳島退団後、球速は控えめになっており、小樽野球協会1年目は亀山自身の体感で、最速145km/h、平均135km/h程度だという。変化球はナックルカーブやスプリットなどを投げ、徳島入団後にはカットボールを習得している。中でも、ナックルカーブには絶対的な自信を持っている。
徳島への入団が決まった際、NPBのドラフト会議で指名されることを目標に掲げ、「『あの時、公務員試験に落ちて良かった』と言えるようになりたい」と語っている。また、入団前は149km/hだった最高球速を155km/hにすることを目標にしていた。
体格が同じくらいであることから、憧れの選手に山岡泰輔を挙げる。また、千賀滉大の動画をよく見て参考にしているという。
2020年のNPBドラフトでは、チームメイトの行木俊と戸田懐生が指名され、自身は指名されなかったものの「うれしさの方が大きかった」という。同僚のNPB入りが自信になり、当初は1年だけの予定だったが、翌年もNPB入りを目指してプレーすることを決意した。
2022年8月11日に結婚したことを報告。

## 詳細情報

### 独立リーグでの投手成績
| 年 度     | 球 団     | 登 板 | 先 発 | 完 投 | 完 封 | 無 四 球 | 勝 利 | 敗 戦 | セ 丨 ブ | ホ 丨 ル ド | 勝 率 | 打 者 | 投 球 回 | 被 安 打 | 被 本 塁 打 | 与 四 球 | 敬 遠 | 与 死 球 | 奪 三 振 | 暴 投 | ボ 丨 ク | 失 点 | 自 責 点 | 防 御 率 | W H I P |
| --------- | --------- | ----- | ----- | ----- | ----- | -------- | ----- | ----- | -------- | ----------- | ----- | ----- | -------- | -------- | ----------- | -------- | ----- | -------- | -------- | ----- | -------- | ----- | -------- | -------- | ------- |
| 2020      | 徳島      | 42    | 3     | 1     | 0     | 0        | 4     | 6     | 13       | 1           | .400  | 247   | 61.0     | 44       | 3           | 22       | -     | 3        | 73       | 5     | 0        | 20    | 16       | 2.36     | 1.08    |
| 2021      | 徳島      | 36    | 6     | 0     | 0     | 0        | 6     | 3     | 0        | 7           | .667  | 242   | 55.1     | 54       | 1           | 29       | -     | 4        | 52       | 5     | 0        | 22    | 18       | 2.93     | 1.50    |
| 通算：2年 | 通算：2年 | 79    | 9     | 1     | 0     | 0        | 10    | 9     | 13       | 8           | .526  | 489   | 116.1    | 98       | 4           | 51       | -     | 7        | 125      | 10    | 0        | 42    | 34       | 2.63     | 1.28    |

- 2021年度シーズン終了時

### 背番号
- 17 （2020年 - 2021年）